# Bradley County, Tennessee
Bradley County är ett administrativt område i delstaten Tennessee, USA. År 2010 hade countyt 98 963 invånare. Den administrativa huvudorten (county seat) är Cleveland. 

## Geografi
Enligt United States Census Bureau har countyt en total area på 859 km². 852 km² av den arean är land och 7 km² är vatten. 

### Angränsande countyn
- Meigs County - nord
- McMinn County - nordost
- Polk County - öst
- Murray County, Georgia - sydost
- Whitfield County, Georgia - syd
- Hamilton County - väst

### Städer och samhällen
- Charleston
- Cleveland (huvudort)
- East Cleveland
- Hopewell
- South Cleveland
- Wildwood Lake